# Кулиничёвский поселковый совет
Кулиничёвский поселко́вый сове́т — входил до 2020 года в состав Харьковского района Харьковской области Украины.
Административный центр поселкового совета находился в пгт Кулиничи.

## История
- 1919 — дата образования сельского Совета депутатов трудящихся в составе ... волости Харьковского уезда Харьковской губернии Украинской Советской Социалистической Республики.
- С 1923 года — в составе Харьковского района Харьковского округа, с 1932 — Харьковской области УССР.
- После 1957 - совет стал из сельского поселковым после получения Кулиничами статуса пгт.
- В начале 1967 года в совет входили 13 населённых пунктов.[2]
- В 1976 году в совет входили 14 населённых пунктов.[3]
- 2012 — 26 км² переданы в состав города Харькова, согласно постановлению от 06.09.2012 года № 5215-VI: 2602 гектара земель  поссовета были присоединены к городу Харькову.[4]
- 17 июля 2020 года в рамках административно-территориальной реформы по новому делению Харьковской области[5][6] поссовет был ликвидирован; входящие в него населённые пункты и его территории присоединены в основном к ... территориальной общине Харьковского района.
- Совет просуществовал 101 год.

## Населённые пункты совета (1976-2020)
- пгт Кулиничи́
- село Байра́к
- село Благода́тное
- село Бобро́вка
- село Бра́жники
- село Заи́ки
- село Зати́шье (передано в 2020 в Ольховскую территориальную общину (громаду)
- посёлок Зерново́е
- село Куту́зовка
- село Момотово
- посёлок Перемо́га
- село Преле́стное
- село Слободско́е
- посёлок Эли́тное